# Gruppo Angelini

Logo della Società farmaceutica del Gruppo Angelini

Vecchio logo del Gruppo Angelini

Il Gruppo Angelini, noto anche come Angelini, è una multinazionale italiana che opera nell'area della salute e del benessere nei settori farmaceutico e dei prodotti di largo consumo, nella meccanica, nel vitivinicolo e nei profumi. Ha sede a Roma in Viale Amelia, 70.

## Storia
Il 20 dicembre 1919 Francesco Angelini apre ad Ancona un piccolo laboratorio farmaceutico, che conoscerà una forte espansione nel secondo dopoguerra.
Nel 1940 fonda A.C.R.A.F., acronimo di Aziende Chimiche Riunite Angelini Francesco, le cui attività principali sono la produzione e la distribuzione di farmaci; opera nel settore industriale chimico e farmaceutico con la produzione e la distribuzione di farmaci, ha sede a Roma. Nell'immediato dopoguerra, Francesco Angelini diventa famoso nel paese poiché importa per primo la vitamina B12 in Italia, un ricostituente per la cura dell'anemia, malattia molto diffusa in quel periodo. Il farmaco viene prodotto e commercializzato con il marchio Dobetin ed ha una risposta molto positiva da parte del mercato.
Nel 1962 diventa presidente Igino Angelini. Nel 1963 Il gruppo, mediante le attività della controllata Fater, entra nel mercato dei beni di consumo con il lancio dei pannolini per bambini Lines e, nel 1965, con il lancio degli assorbenti femminili Lines Lady. Nel 1992 Procter & Gamble acquisisce il 50% delle quote di Fater dando vita a una joint venture paritetica con il Gruppo Angelini e cedendo, alla controllata, le licenze per la commercializzazione dei prodotti a marchio Pampers.
Negli anni Ottanta vengono aperti gli stabilimenti in Spagna e Portogallo. Nel 1993, alla morte di Igino, l'azienda passa in mano al figlio Francesco Angelini, omonimo del fondatore, che amplierà l'offerta grazie all'acquisizione di nuove società, anche nel settore vitivinicolo (tre cantine in Toscana) e in quello della profumeria (rileva la spagnola Idesa Parfums a Barcellona). Nel 1997 avviene il riassetto proprietario all'interno della famiglia Angelini con tensioni molto forti.
Negli anni 2000 il gruppo, sempre nelle mani di Francesco Angelini, acquisisce le aziende italiane Amuchina, Farmamed e altre aziende, sempre nel settore farmaceutico, in Portogallo, Grecia ed Europa dell'Est, ampliando il fatturato con la produzione di anticoncezionali. Il settore farmaceutico rappresenta la metà dei ricavi del gruppo che diversifica ancora di più nei profumi (rileva l'italiana ITF con sede a Lodi e la tedesca ITF Germany con sede a Monaco) e nei vini (acquisendo nel 2010 la friulana Puiatti di Romans, nel 2011 la veronese Bertani produttrice dell'Amarone, nel 2015 la marchigiana Fazi Battaglia)..
Il 10 luglio 2018 viene portato a termine il passaggio generazionale, con una riorganizzazione dell'assetto proprietario della Angelini finanziaria, la holding del gruppo, e l'ingresso della quarta generazione Angelini: Thea Paola, avrà il 68% e prenderà le redini come azionista di controllo, mentre l'altro 32% sarà diviso in modo paritetico tra Maria Francesca e Maria Gioella, figlie di Francesco e della prima moglie, nella quale è garantito il diritto di prelazione. Nella riorganizzazione della holding del gruppo, attuata nel 2019 con alla guida Alberto Capponi, entra con l'incarico di vicepresidente con un ruolo di indirizzo strategico il marito di Thea Paola Angelini, Sergio Marullo di Condojanni.
Nel 2019, Maria Gioiella Angelini cita in giudizio la sorella Thea Paola e Sergio Marullo di Condojanni per circonvenzione di incapace ai danni di Francesco Angelini, avanzando richiesta di interdizione. Le indagini si concludono con l'archiviazione in via definitiva delle accuse. Il Tribunale di Velletri, nel 2023, sancisce la nomina di Thea Paola Angelini come amministratrice di sostegno per la gestione del patrimonio del padre.
Il 6 marzo 2022 il "Gruppo Angelini" è diventato "Angelini Industries", con una campagna di rimarchiamento. Questo nuovo marchio sarà adottato da Angelini Pharma, Angelini Consumer, Angelini Technologies, Angelini Wines & Estates, Angelini Beauty.

## Dati economici
Nel 2017 il gruppo ha registrato ricavi per 1,67 miliardi di euro con un margine operativo lordo in crescita del 15%, pari a 234 milioni. La farmaceutica incide sul fatturato per il 52%, personal care per il 29%, machinery per il 9%, profumeria per il 7%, vitivinicolo per il 2%, altro 1%. Nel 2018 il fatturato è sostanzialmente in linea con quello del 2017: 1,630 miliardi di euro. Del totale dei dipendenti, 3.000 lavorano nel farmaceutico.

## Controversie familiari
Nell'agosto del 2020, è scoppiata una guerra tra le tre figlie dell'industriale Angelini, il quale si trovava in cattive condizioni di salute. La figlia minore, Thea Paola, è stata denunciata per circonvenzione di incapace e l'indagine è stata affidata alla Procura di Viterbo. A ottobre 2022 le indagini si concludono con l'archiviazione in via definitiva delle accuse.